# Приднестровский рубль
Приднестро́вский рубль — официальная денежная единица непризнанной Приднестровской Молдавской Республики с 1994 года и единственное платёжное средство на её территории. Ранее жителями Приднестровья назывались сувориками, поскольку на всех рублях ПМР выпуска 1993—1994 года была наклеена марка с изображением Александра Васильевича Суворова. Из-за того, что Приднестровская Молдавская Республика — непризнанное государственное образование, её валюта не имеет кода ISO 4217. Такой код заменяют аббревиатуры PRB и RUP, которые используются приднестровскими организациями, некоторыми украинскими, молдавскими и российскими банками при проведении операций с приднестровским рублём и в некоторых других случаях.
Символ приднестровского рубля — буква «Р» с удвоенной ножкой — был утверждён в 2012 году по итогам конкурса.

## История
Процесс перехода на свою валюту был сопряжён со множеством трудностей. Поначалу в качестве денежных знаков использовались банковские билеты СССР и Российской Федерации образца 1961—1992 годов, со специальной маркировкой в виде зубцовой марки с номиналом с портретом А. В. Суворова. Подобная практика функционирования временной валюты использовалась Чехией и Словакией в период разделения их финансовых систем после бархатной революции. Приднестровская Молдавская Республика использовала этот международный опыт.
17 августа 1994 года в ПМР были введены в обращение новые денежные знаки — приднестровские рубли. Их курс составлял 1 новый рубль к 1000 старых.
С 1 января 2001 года был введён новый приднестровский рубль, деноминированный в миллион раз по отношению к прежнему: 1 рубль 2000 года равен 1 000 000 рублей 1994 года.
18 ноября 2005 года в Тирасполе открылся собственный Монетный двор ПМР. До этого денежные знаки чеканились и печатались за рубежом. В 2007 году были отпечатаны купюры с новым дизайном и был добавлен ряд новых защитных элементов. Октавиан Армашу, занимавший пост президента Национального банка Молдовы с 2018 по 2023 год, в мае 2019 года назвал принятие молдавского лея в Приднестровье необходимым условием для интеграции региона в молдавскую банковскую систему.

## Монеты
В 2000 году банк ПМР вводит в обращение монеты номиналом 1, 5, 10 и 50 копеек, в 2002 году — 25 копеек. В 2005 году монеты начинают чеканиться в Приднестровье, в связи с тем, что здесь открывается монетный двор. До этого монеты чеканили за рубежом. Также ПРБ выпускает юбилейные монеты номиналами 25 и 50 из биметалла белого цвета, 100 рублей из серебра 925-й пробы, 15 из золота 999-й пробы.
1 января 2009 года монета в 1 копейку изъята из обращения.
С 19 августа 2019 года вводятся обращение разменные монеты образца 2019 года: 5, 10, 25 и 50 копеек.
С 25 ноября 2021 года вводятся в обращение разменные монеты образца 2019 года модификации 2020 года: 5, 10, 25 и 50 копеек
С 28 ноября 2022 года вводятся в обращение разменные монеты образца 2019 года модификации 2022 года: 5, 10, 25 и 50 копеек
С 10 мая 2023 года вводятся в обращение разменные монеты образца 2019 года модификации 2023 года: 5, 10, 25 и 50 копеек
| Изображение | Изображение | Номинал   | Материал                     | Диаметр (мм)         | Толщина (мм) | Масса (г) | Даты     | Даты                  | Даты          |
| Аверс       | Реверс      | Номинал   | Материал                     | Диаметр (мм)         | Толщина (мм) | Масса (г) | введения | чеканки               | изъятия       |
| ----------- | ----------- | --------- | ---------------------------- | -------------------- | ------------ | --------- | -------- | --------------------- | ------------- |
|             |             | 1 копейка | алюминий                     | 15,9                 | 1,5          | 0,62      |          | 2000                  | 1 января 2009 |
|             |             | 5 копеек  | алюминий                     | 18,0                 | 1,4          | 0,7       |          | 2000                  | в обращении   |
|             |             | 5 копеек  | алюминий                     | 18,0                 | 1,43         | 0,7       |          | 2005                  | в обращении   |
|             |             | 5 копеек  | сталь, плак. белым никелем   | 18,0                 | 1,4          | 2,34      |          | 2019—2020, 2022, 2023 | в обращении   |
|             |             | 10 копеек | алюминий                     | 20                   | 1,5          | 1         |          | 2000 2005             | в обращении   |
|             |             | 10 копеек | сталь, плак. белым никелем   | 20                   | 1,4          | 2,9       |          | 2019—2020, 2022, 2023 | в обращении   |
|             |             | 25 копеек | Алюминиевая бронза           | 16,88                | 1,46         | 2,15      |          | 2002                  | в обращении   |
| 16,9        | 2,2         | 25 копеек | Алюминиевая бронза           |                      | 1,46         | 2005      |          |                       | в обращении   |
| 16,9        |             | 25 копеек |                              | сталь, плак. бронзой | 1,46         | 2005      | 2,1      |                       | в обращении   |
|             |             | 25 копеек | сталь, плак. медью и латунью | 17,0                 | 1,4          | 2,13      |          | 2019—2020, 2022, 2023 | в обращении   |
|             |             | 50 копеек | бронза                       | 19                   | 1,45         | 2,75      |          | 2000                  | в обращении   |
| 18,9        | 2,7         | 50 копеек | бронза                       |                      | 1,45         | 2005      |          |                       | в обращении   |
|             |             | 50 копеек | сталь, плак. бронзой         | 19                   | 1,45         | 2005      | 2,8      |                       | в обращении   |
|             |             | 50 копеек | сталь, плак. медью и латунью | 19                   | 1,4          | 2,65      |          | 2019—2020, 2022, 2023 | в обращении   |

### Монеты 2014 года
22 августа 2014 года в обращение выпущены монеты из композитных материалов.
Новые деньги Приднестровской Молдавской Республики были представлены на Пятой Международной конференции и выставке монет COINS-2014 в Москве.
| Изображение | Изображение | Номинал (рублей) | Форма, размер                                     | Гурт    | Реверс                                     | Аверс                       |
| ----------- | ----------- | ---------------- | ------------------------------------------------- | ------- | ------------------------------------------ | --------------------------- |
|             |             | 1                | Круг, диаметр 26 мм                               | гладкий | номинал, серия, А. В. Суворов              | номинал, аббревиатура «ПРБ» |
|             |             | 3                | Квадрат со стороной 26 мм                         | гладкий | номинал, серия, Ф. П. Де-Волан             | номинал, аббревиатура «ПРБ» |
|             |             | 5                | Пятиугольник высотой 28 мм                        | гладкий | номинал, серия, П. А. Румянцев-Задунайский | номинал, аббревиатура «ПРБ» |
|             |             | 10               | Шестиугольник с расстоянием между вершинами 28 мм | гладкий | номинал, серия, Екатерина II               | номинал, аббревиатура «ПРБ» |

### Памятные монеты

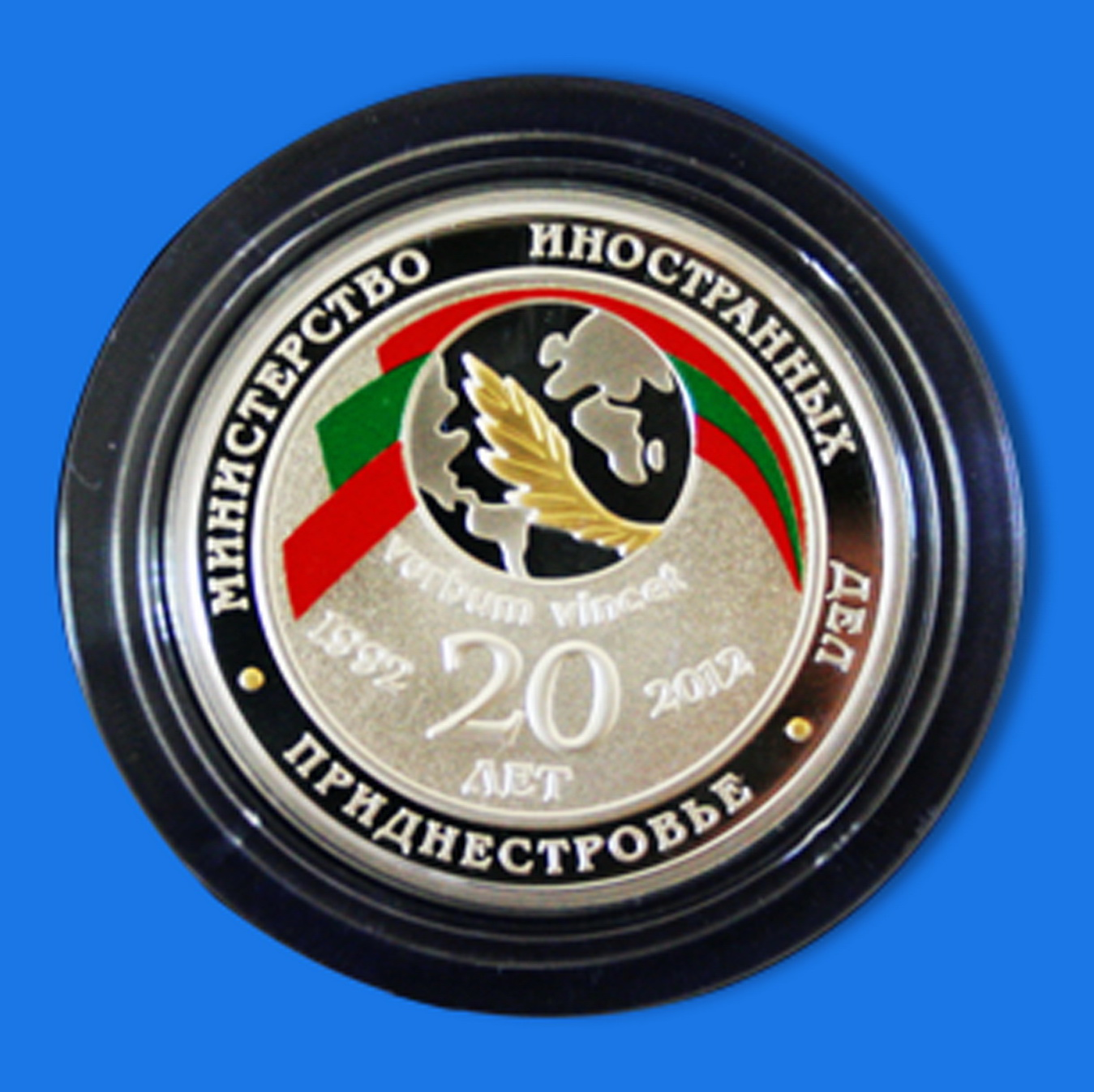
20-я годовщина образования Министерства иностранных дел ПМР

10 сентября 2012 года в обращение поступила памятная серебряная монета достоинством 20 рублей «20-я годовщина образования таможенных органов ПМР» из серии «Государственность Приднестровья». Она была выпущена тиражом 250 экземпляров. 20 декабря этого же года Приднестровский республиканский банк ввёл в обращение памятную серебряную монету достоинством 20 рублей «20-я годовщина образования Министерства иностранных дел ПМР» серии «Государственность Приднестровья». Тираж монеты составил 250 штук.
30 ноября 2011 года в ПМР введены в обращение памятные серебряные монеты «Бабочка — мёртвая голова».
28 октября 2013 года была выпущена серебряная монета номиналом 10 рублей, посвященная 40-летию текстильной компании «Тиротекс».
15 июля 2014 года была выпущена монета достоинством 10 рублей из серии промышленность Приднестровья — «50 лет Молдавской ГРЭС», тираж составил 180 экземпляров. В этом же году 1 августа была введена в обращение памятная серебряная монета «70 лет Ясско-Кишинёвской операции». Тираж составил 250 штук.
22 ноября 2014 года введена в обращение монета номиналом 10 рублей с цветным изображением лилии. Также в ноябре введена в обращение монета с изображением Ново-Нямецкого монастыря.
В 2017 году Приднестровский центробанк выпустил в преддверии 100-летия Великой Октябрьской социалистической революции памятные монеты из серебра номиналом 10 рублей (тираж 250 шт.)., 1 и 3 рубля (сталь с никелевым гальваническим покрытием).

## Банкноты

### Временные деньги
На билеты Государственного банка СССР 1961 года (10 и 25 рублей), 1991 года (10, 50, 100, 200, 500 и 1000 рублей), 1992 года (50, 100, 200, 500 и 1000 рублей) и билеты Банка России 1992 года (5 и 10 тысяч рублей) и 1993 года (10 тысяч рублей) наклеивались отпечатанные на московском Гознаке зубцовые марки с числами, соответствующими номиналу, и портретом А. Суворова. Кроме того, из-за недостатка банкнот номиналом 5000 рублей на советские 5 рублей 1961 и 1991 годов выпуска наклеивались марки с числом «5000» и они объявлялись пятитысячными банкнотами.
| Банкноты с гербовой маркой-номиналом            | Банкноты с гербовой маркой-номиналом | Банкноты с гербовой маркой-номиналом | Банкноты с гербовой маркой-номиналом | Банкноты с гербовой маркой-номиналом | Банкноты с гербовой маркой-номиналом                                                                                                   | Банкноты с гербовой маркой-номиналом | Банкноты с гербовой маркой-номиналом                                         | Банкноты с гербовой маркой-номиналом | Банкноты с гербовой маркой-номиналом | Банкноты с гербовой маркой-номиналом |
| Изображение                                     | Изображение                          | Номинал (рублей)                     | Размеры (мм)                         | Основной цвет                        | Описание | Описание | Описание                                                                     | Дата выхода                          | Дата изъятия                         |                                      |
| Лицевая сторона                                 | Оборотная сторона                    | Номинал (рублей)                     | Размеры (мм)                         | Основной цвет                        | Лицевая сторона | Оборотная сторона | Водяной знак                                                                 | Дата выхода                          | Дата изъятия                         |                                      |
| ----------------------------------------------- | ------------------------------------ | ------------------------------------ | ------------------------------------ | ------------------------------------ | --- | --- | ---------------------------------------------------------------------------- | ------------------------------------ | ------------------------------------ | ------------------------------------ |
|                                                 |                                      | 10                                   | 124×62                               | красный                              | надпись «Билет государственного банка СССР», портрет В. И. Ленина в профиль, герб СССР, номинал цифрами и прописью, марка с номиналом. | номинал цифрами и прописью на официальных языках республик СССР                                                                                     | тёмные и светлые 5-конечные звёзды                                           | июль 1993                            | 1 октября 1994                       |                                      |
|                                                 |                                      | 10                                   | 124×62                               | красный розовый                      | надпись «Билет государственного банка СССР», портрет В. И. Ленина в профиль, герб СССР, номинал цифрами и прописью, марка с номиналом. | номинал цифрами и прописью на русском языке | тёмные и светлые 5-конечные звёзды                                           | июль 1993                            | 1 октября 1994                       |                                      |
|                                                 |                                      | 25                                   | 124×62                               | фиолетовый                           | надпись «Билет государственного банка СССР», портрет В. И. Ленина в профиль, герб СССР, номинал цифрами и прописью, марка с номиналом. | номинал цифрами и прописью на официальных языках республик СССР                                                                                     | тёмные и светлые 5-конечные звёзды                                           | июль 1993                            | 1 октября 1994                       |                                      |
|                                                 |                                      | 50                                   | 140×71                               | зелёный жёлтый                       | надпись «Билет государственного банка СССР», портрет В. И. Ленина в профиль, герб СССР, номинал цифрами и прописью, марка с номиналом. | номинал цифрами и прописью на официальных языках республик СССР, Большой кремлёвский дворец, Тайницкая башня                                        | профиль Ленина                                                               | июль 1993                            | 1 октября 1994                       |                                      |
|                                                 |                                      | 50                                   | 140×71                               | зелёный жёлтый                       | надпись «Билет государственного банка СССР», портрет В. И. Ленина в профиль, герб СССР, номинал цифрами и прописью, марка с номиналом. | номинал цифрами и прописью на русском языке, Большой кремлёвский дворец, Тайницкая башня                                                            | 5-конечные звёзды и волнистые полосы                                         | июль 1993                            | 1 октября 1994                       |                                      |
|                                                 |                                      | 100                                  | 140×71                               | бежевый коричневый синий             | надпись «Билет государственного банка СССР», портрет В. И. Ленина в профиль, герб СССР, номинал цифрами и прописью, марка с номиналом. | номинал цифрами и прописью на официальных языках республик СССР, Водовзводная башня                                                                 | профиль Ленина                                                               | июль 1993                            | 1 октября 1994                       |                                      |
|                                                 |                                      | 100                                  | 140×71                               | бежевый коричневый синий             | надпись «Билет государственного банка СССР», портрет В. И. Ленина в профиль, герб СССР, номинал цифрами и прописью, марка с номиналом. | номинал цифрами и прописью на русском языке, Водовзводная башня                                                                                     | тёмные и светлые 5-конечные звёзды                                           | июль 1993                            | 1 октября 1994                       |                                      |
|                                                 |                                      | 200                                  | 144×71                               | Светло-зелёный                       | надпись «Билет государственного банка СССР», портрет В. И. Ленина в профиль, герб СССР, номинал цифрами и прописью, марка с номиналом. | Дворец Съездов, Троицкая башня. | В. И. Ленин                                                                  | июль 1993                            | 1 октября 1994                       |                                      |
|                                                 |                                      | 200                                  | 144×71                               | Светло-зелёный                       | надпись «Билет государственного банка СССР», портрет В. И. Ленина в профиль, герб СССР, номинал цифрами и прописью, марка с номиналом. | Дворец Съездов, Троицкая башня. | Пятиконечные звёзды и волнистые полосы                                       | июль 1993                            | 1 октября 1994                       |                                      |
|                                                 |                                      | 500                                  | 144×71                               | Красный, бордовый                    | надпись «Билет государственного банка СССР», портрет В. И. Ленина в профиль, герб СССР, номинал цифрами и прописью, марка с номиналом. | Здание президиума ВС СССР, Спасская башня. | В. И. Ленин                                                                  | июль 1993                            | 1 октября 1994                       |                                      |
|                                                 |                                      | 500                                  | 144×71                               | Красный, бордовый                    | надпись «Билет государственного банка СССР», портрет В. И. Ленина в профиль, герб СССР, номинал цифрами и прописью, марка с номиналом. | Здание президиума ВС СССР, Спасская башня. | Тёмные и светлые пятиконечные звёзды                                         | июль 1993                            | 1 октября 1994                       |                                      |
|                                                 |                                      | 1000                                 | 144×71                               | Синий, серый                         | надпись «Билет государственного банка СССР», портрет В. И. Ленина в профиль, герб СССР, номинал цифрами и прописью, марка с номиналом. | Храм Василия Блаженного, Спасская башня, вид со стороны Васильевского спуска.                                                                       | В. И. Ленин                                                                  | июль 1993                            | 1 октября 1994                       |                                      |
|                                                 |                                      | 1000                                 | 144×71                               | Синий, серый                         | надпись «Билет государственного банка СССР», портрет В. И. Ленина в профиль, герб СССР, номинал цифрами и прописью, марка с номиналом. | Храм Василия Блаженного, Спасская башня, вид со стороны Васильевского спуска.                                                                       | Тёмные и светлые пятиконечные звёзды                                         | июль 1993                            | 1 октября 1994                       |                                      |
|                                                 |                                      | 5000                                 | 113×57                               | Голубой                              | Надпись «Государственный казначейский билет СССР», герб СССР, Спасская башня Кремля, марка с номиналом 5000 рублей                     | Номинал цифрами и прописью на 15 официальных языках республик СССР.                                                                                 | Тёмные и светлые пятиконечные звёзды                                         | июль 1993                            | 1 октября 1994                       |                                      |
|                                                 |                                      | 5000                                 | 113×57                               | Голубой, розовый                     | Надпись «Билет Государственного банка СССР», герб СССР, Спасская башня Кремля, марка с номиналом 5000 рублей                           | Номинал цифрами и прописью на русском языке. | Пятиконечные звёзды и волнистые полосы                                       | июль 1993                            | 1 октября 1994                       |                                      |
|                                                 |                                      | 5000                                 | 145×70                               | Темно-синий, голубой                 | Знаменитые строения Москвы; старая и новая Москва; марка с номиналом.                                                                  | Первая и вторая безымянные, Петровская, Беклемишевская башни Московского Кремля; Большой Москворецкий мост; Жилой дом на Котельнической набережной. | Тёмные и светлые пятиконечные звёзды                                         | июль 1993                            | 1 октября 1994                       |                                      |
|                                                 |                                      | 10 000                               | 145×70                               | Коричневый, розовый                  | Сенатская башня Московского Кремля и Российский флаг на куполе здания Сената, марка с номиналом.                                       | Московский кремль; Спасская, Сенатская, Никольская и Угловая Арсенальная башни.                                                                     | Сенатская башня Московского Кремля и Российский флаг на куполе здания Сената | июль 1993                            | 1 октября 1994                       |                                      |
| Масштаб изображений — 1,0 пикселя на миллиметр. |                                      |                                      |                                      |                                      | | |                                                                              |                                      |                                      |                                      |

### Банкноты образца 1993—1997 годов
| Серия 1993—1997 годов | Серия 1993—1997 годов | Серия 1993—1997 годов | Серия 1993—1997 годов | Серия 1993—1997 годов | Серия 1993—1997 годов | Серия 1993—1997 годов | Серия 1993—1997 годов | Серия 1993—1997 годов |
| Изображение | Изображение           | Номинал (рублей)      | Размеры (мм)          | Основные цвета        | Описание | Даты                  | Даты                  | Даты                  |
| Лицевая сторона | Оборотная сторона     | Номинал (рублей)      | Размеры (мм)          | Основные цвета        | Описание | печати                | выпуска               | вывода                |
| --- | --------------------- | --------------------- | --------------------- | --------------------- | --- | --------------------- | --------------------- | --------------------- |
| |                       | 1                     | 125×57                | зелёный               | Лицевая сторона: портрет А. В. Суворова Оборотная сторона: здание Верховного Совета Приднестровья в Тирасполе                                                                                      | 1994                  | 10 ноября 1994        | 1 июня 1997           |
| |                       | 5                     | 125×57                | синий                 | Лицевая сторона: портрет А. В. Суворова Оборотная сторона: здание Верховного Совета Приднестровья в Тирасполе                                                                                      | 1994                  | 10 ноября 1994        | 1 июня 1997           |
| |                       | 10                    | 125×57                | красный               | Лицевая сторона: портрет А. В. Суворова Оборотная сторона: здание Верховного Совета Приднестровья в Тирасполе                                                                                      | 1994                  | 10 ноября 1994        | 1 июня 1997           |
| |                       | 50                    | 125×57                | зелёный               | Лицевая сторона: конный памятник Суворову в Тирасполе Оборотная сторона: здание Верховного Совета Приднестровья в Тирасполе                                                                        | 1993                  | 17 августа 1994       | 1 июня 1997           |
| |                       | 100                   | 125×57                | светло- коричневый    | Лицевая сторона: конный памятник Суворову в Тирасполе Оборотная сторона: здание Верховного Совета Приднестровья в Тирасполе                                                                        | 1993                  | 17 августа 1994       | 1 июня 1997           |
| |                       | 200                   | 125×57                | розовый               | Лицевая сторона: конный памятник Суворову в Тирасполе Оборотная сторона: здание Верховного Совета Приднестровья в Тирасполе                                                                        | 1993                  | 17 августа 1994       | 1 июня 1997           |
| |                       | 500                   | 125×57                | голубой               | Лицевая сторона: конный памятник Суворову в Тирасполе Оборотная сторона: здание Верховного Совета Приднестровья в Тирасполе                                                                        | 1993                  | 17 августа 1994       | 1 июня 1997           |
| |                       | 1000                  | 125×57                | фиолетовый            | Лицевая сторона: конный памятник Суворову в Тирасполе Оборотная сторона: здание Верховного Совета Приднестровья в Тирасполе                                                                        | 1993                  | 17 августа 1994       | 1 июня 1997           |
| |                       | 1000                  | 125×57                | фиолетовый            | Лицевая сторона: портрет А. В. Суворова Оборотная сторона: здание Верховного Совета Приднестровья в Тирасполе                                                                                      | 1994                  | 1 июня 1995           | 1 января 2002         |
| |                       | 5000                  | 125×57                | коричневый            | Лицевая сторона: конный памятник Суворову в Тирасполе Оборотная сторона: здание Верховного Совета Приднестровья в Тирасполе                                                                        | 1993                  | 1995                  | 1 июня 1997           |
| |                       | 10 000                | 125×57                | зелёный               | Надпечатка на 1 рубле 1994 года Лицевая сторона: допечатан номинал до 10 000 рублей и год (1996) Оборотная сторона: без изменений                                                                  | 1996 (1994)           | 1996                  | 1 января 2002         |
| |                       | 10 000                | 125×57                | зелёный               | Надпечатка на 1 рубле 1994 года Лицевая сторона: допечатан номинал до 10 000 рублей и надпись «Выпуск 1998 года» Оборотная сторона: допечатан номинал до 10 000 рублей, старый номинал закрыт      | 1998 (1994)           | 1998                  | 1 января 2002         |
| |                       | 50 000                | 125×57                | синий                 | Надпечатка на 5 рублях 1994 года Лицевая сторона: голограмма с конной статуей А. В. Суворова и номиналом Оборотная сторона: без изменений                                                          | 1996 (1994)           | 1996                  | 1 июня 1997           |
| |                       | 50 000                | 125×57                | синий                 | Надпечатка на 5 рублях 1994 года Лицевая сторона: допечатан номинал до 50 000 рублей и надпись: «Выпуск 1996 года» Оборотная сторона: допечатан номинал до 50 000 рублей, старый номинал закрыт    | 1996 (1994)           | 1996                  | 1 января 2002         |
| |                       | 50 000                | 129×62                | коричневый            | Лицевая сторона: портрет Богдана Хмельницкого Оборотная сторона: памятник Т. Г. Шевченко, здание театра драмы и комедии в Тирасполе                                                                | 1995                  | 1 июня 1995           | 1 января 2002         |
| |                       | 100 000               | 125×57                | красный               | Надпечатка на 10 рублях 1994 года Лицевая сторона: допечатан номинал до 100 000 рублей и надпись: «Выпуск 1996 года» Оборотная сторона: допечатан номинал до 100 000 рублей, старый номинал закрыт | 1996 (1994)           | 1996                  | 1 января 2002         |
| |                       | 500 000               | 125×57                | зелёный фиолетовый    | Лицевая сторона: конный памятник Суворову в Тирасполе Оборотная сторона: здание Верховного Совета Приднестровья в Тирасполе                                                                        | 1997                  | 1 июня 1997           | 1 января 2002         |
| Масштаб изображений — 1,0 пикселя на миллиметр. Годы, обозначенные курсивом, на банкнотах не указаны; в скобках — годы выпуска соответствующих банкнот без надпечаток. |                       |                       |                       |                       | |                       |                       |                       |

### Банкноты образца 2000—2004 годов
Банкноты выпущены Приднестровским Республиканским Банком, номиналом от 1 до 500 рублей.
| Серия 2000—2004 годов                           | Серия 2000—2004 годов | Серия 2000—2004 годов | Серия 2000—2004 годов | Серия 2000—2004 годов | Серия 2000—2004 годов | Серия 2000—2004 годов | Серия 2000—2004 годов | Серия 2000—2004 годов | Серия 2000—2004 годов |
| Изображение                                     | Изображение           | Номинал (рублей)      | Размеры (мм)          | Основные цвета        | Описание | Даты                  | Даты                  | Даты                  |                       |
| Лицевая сторона                                 | Оборотная сторона     | Номинал (рублей)      | Размеры (мм)          | Основные цвета        | Описание | печати                | выпуска               | вывода                |                       |
| ----------------------------------------------- | --------------------- | --------------------- | --------------------- | --------------------- | --- | --------------------- | --------------------- | --------------------- | --------------------- |
|                                                 |                       | 1                     | 129×56                | оранжевый             | Лицевая сторона: портрет А. В. Суворова Оборотная сторона: мемориальный комплекс «Кицканский плацдарм»                                         | 2000                  | 1 января 2001         | в обращении           |                       |
|                                                 |                       | 5                     | 129×56                | синий                 | Лицевая сторона: портрет А. В. Суворова Оборотная сторона: административный корпус вино-коньячного завода «KVINT» в Тирасполе                  | 2000                  | 1 января 2001         | в обращении           |                       |
|                                                 |                       | 10                    | 129×56                | коричневый            | Лицевая сторона: портрет А. В. Суворова Оборотная сторона: Ново-Нямецкий Свято-Вознесенский мужской монастырь в селе Кицканы                   | 2000                  | 1 января 2001         | в обращении           |                       |
|                                                 |                       | 25                    | 129×56                | красный               | Лицевая сторона: портрет А. В. Суворова Оборотная сторона: Памятник русской славы в Бендерах на фоне Бендерской крепости                       | 2000                  | 1 января 2001         | в обращении           |                       |
|                                                 |                       | 50                    | 129×60                | зелёный               | Лицевая сторона: портрет Т. Г. Шевченко Оборотная сторона: Дом Верховного совета и Правительства ПМР                                           | 2000                  | 1 января 2001         | в обращении           |                       |
|                                                 |                       | 100                   | 129×60                | фиолетовый            | Лицевая сторона: портрет Д. К. Кантемира Оборотная сторона: Собор Рождества Христова в Тирасполе                                               | 2000                  | 1 января 2001         | в обращении           |                       |
|                                                 |                       | 200                   | 135×64                | тёмно- коричневый     | Лицевая сторона: портрет П. А. Румянцева-Задунайского Оборотная сторона: сцена битвы при Гросс-Егерсдорфе, 1757 год                            | 2004 2012             | 2004                  | в обращении           |                       |
|                                                 |                       | 500                   | 140×68                | зелёный               | Лицевая сторона: портрет Екатерины II Оборотная сторона: свиток с указом Екатерины II о строительстве Тираспольской крепости на фоне её макета | 2004 2012             | 2004                  | в обращении           |                       |
| Масштаб изображений — 1,0 пикселя на миллиметр. |                       |                       |                       |                       | |                       |                       |                       |                       |

Банкноты 200 и 500 рублей Приднестровского Республиканского банка образца 2004 года были модифицированы в 2012 году.

### Банкноты образца 2007 года
22 декабря 2007 года были выпущены в обращение купюры нового дизайна. Они имеют параллельное хождение с купюрами образца 2000—2004 годов, которые постепенно, по мере износа, изымаются из оборота. Хождение старых купюр по времени не ограничено.
| Серия 2007 года                                 | Серия 2007 года   | Серия 2007 года  | Серия 2007 года | Серия 2007 года    | Серия 2007 года | Серия 2007 года | Серия 2007 года | Серия 2007 года | Серия 2007 года |
| Изображение                                     | Изображение       | Номинал (рублей) | Размеры (мм)    | Основные цвета     | Описание | Даты            | Даты            | Даты            |                 |
| Лицевая сторона                                 | Оборотная сторона | Номинал (рублей) | Размеры (мм)    | Основные цвета     | Описание | печати          | выпуска         | вывода          |                 |
| ----------------------------------------------- | ----------------- | ---------------- | --------------- | ------------------ | --- | --------------- | --------------- | --------------- | --------------- |
|                                                 |                   | 1                | 129×56          | коричневый         | Лицевая сторона: портрет А. В. Суворова Оборотная сторона: мемориальный комплекс «Кицканский плацдарм»                        | 2007 2012       | 22 декабря 2007 | в обращении     |                 |
|                                                 |                   | 5                | 129×56          | синий              | Лицевая сторона: портрет А. В. Суворова Оборотная сторона: административный корпус вино-коньячного завода «KVINT» в Тирасполе | 2007 2012       | 22 декабря 2007 | в обращении     |                 |
|                                                 |                   | 10               | 129×56          | жёлто- зелёный     | Лицевая сторона: портрет А. В. Суворова Оборотная сторона: Ново-Нямецкий Свято-Вознесенский мужской монастырь в селе Кицканы  | 2007 2012       | 22 декабря 2007 | в обращении     |                 |
|                                                 |                   | 25               | 129×56          | красно- коричневый | Лицевая сторона: портрет А. В. Суворова Оборотная сторона: Памятник русской славы в Бендерах на фоне Бендерской крепости      | 2007 2012       | 22 декабря 2007 | в обращении     |                 |
|                                                 |                   | 50               | 129×60          | серый              | Лицевая сторона: портрет Т. Г. Шевченко Оборотная сторона: Дом Верховного совета и Правительства ПМР                          | 2007 2012       | 22 декабря 2007 | в обращении     |                 |
|                                                 |                   | 100              | 129×60          | фиолетовый         | Лицевая сторона: портрет Д. К. Кантемира Оборотная сторона: Собор Рождества Христова в Тирасполе                              | 2007 2012       | 22 декабря 2007 | в обращении     |                 |
| Масштаб изображений — 1,0 пикселя на миллиметр. |                   |                  |                 |                    | |                 |                 |                 |                 |

С 15 января 2013 года появилась модифицированная серия 2007 года.
В 2017, преддверии 100-летия Великой Октябрьской социалистической революции, были выпущены памятные банкноты номиналом 1 рубль и 5 рублей (по 5 тысяч штук каждого номинала) с изображением ордена Октябрьской революции.

## Знак приднестровского рубля
Символ приднестровского рубля — сочетающий в себе курсивные буквы «П» и «Р» — был утвержден в 2012 году по итогам конкурса. Автор знака — инженер-электронщик Юрий Колодный из города Новополоцка (Республика Беларусь), получивший денежное вознаграждение в размере 500 долларов США. Как сообщается в пресс-релизе Приднестровского республиканского банка, «в начертании знака узнаются ключевые литеры денежной единицы (приднестровский рубль). Также присутствует характерный двойной штрих, используемый для обозначения валют».

## Памятник

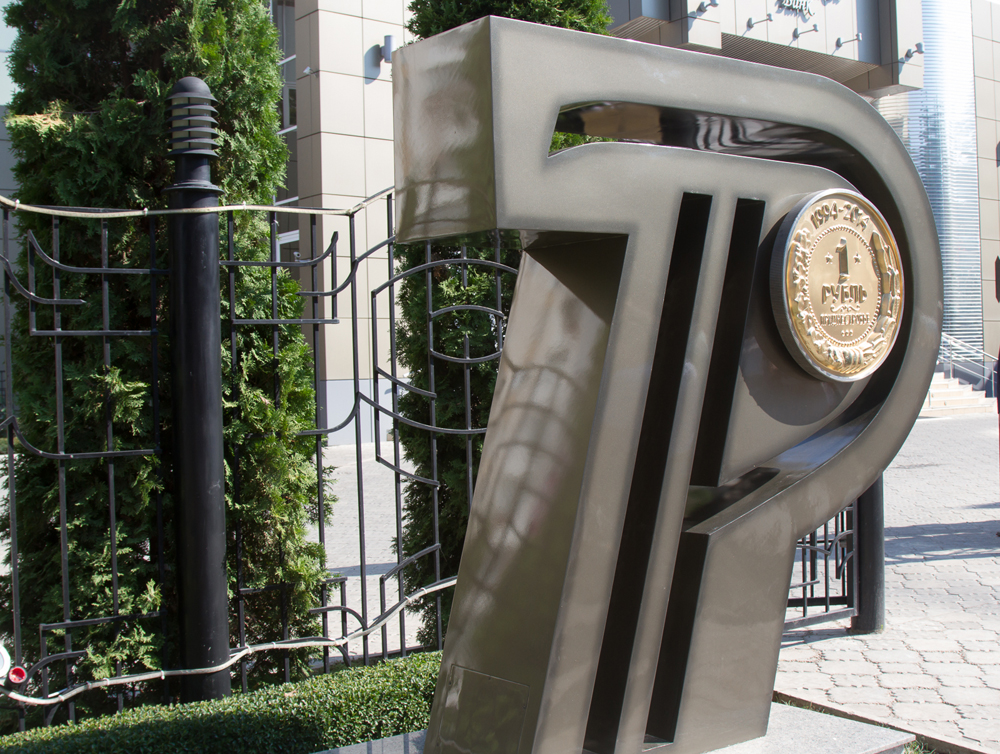
Памятник приднестровскому рублю

К 20-летию приднестровского рубля, 15 августа 2014 года, перед входом в ПРБ был установлен памятник местной валюте. Автором композиции стал Евгений Важев, а скульптором — Евгений Иовица. Изготовление памятника было произведено на городском заводе «Литмаш» им. Кирова и тираспольской сувенирной фабрике. Высота памятника составляет два метра. Скульптура сделана в виде графического символа приднестровского рубля, в который установлена монета, выполненная из бронзы со стальным гуртом, номиналом один рубль.

## Ошибки на банкнотах
- На купюре 200 рублей изображено: «Битва при Гросс-Егерсдорфе 21 июля (1 августа) 1757», однако П. А. Румянцев отличился в сражении при Гросс-Егерсдорфе только 19 августа (30 августа). Румянцев без приказа, по собственной инициативе, бросил свой свежий резерв против левого фланга прусской пехоты. Появление свежих русских полков, прошедших через считавшийся пруссаками непроходимым лес, переломило ход сражения. 21 июля (1 августа), только уже 1770 года, произошло сражение при Кагуле — одна из ключевых битв русско-турецкой войны, где командующим был Пётр Алекса́ндрович Румя́нцев. За победы над турками при Ларге и Кагуле, которые привели к заключению выгодного для России Кючук-Кайнарджийского мира, удостоен титула «Задунайский». Ещё более прославила его имя победа, одержанная им 21 июля над вдесятеро сильнейшим неприятелем при Кагуле и вознёсшая Румянцева в ряд первых полководцев XVIII века. Чин генерал-фельдмаршала был наградой сего знаменитого подвига.
- Изображённый на обратной стороне купюр достоинством 25 рублей Памятник Русской славы в Бендерах на самом деле расположен с другой стороны крепости, и с его стороны башен не видно.
- На обратной стороне купюры 50 рублей образца 2007 года отсутствует памятник Ленину, который в реальности установлен перед Домом Верховного совета и Правительства ПМР.
- На части тиража 1994 г. название ПМР на украинском языке написано с ошибкой «Прідністрівський»
- Купюры 2004 года номиналом 200 и 500 рублей содержат ошибки в надписях на украинском языке, например: Приднестровський республиканський банк (вместо нормативных надписей «Придністровський республіканський банк»).
- В 1992 встречались купюры с маркой без номинала.

## Макроэкономические показатели
В течение 2012—2016 годов рубль Приднестровской Молдавской Республики оказался самой стабильной денежной единицей на территории всего постсоветского пространства по отношению к валюте США